# Li Shuwen
Li Shuwen (en xinès: 李书文) (1864-1934) va ser un artista marcial de gran rellevància dins de les arts marcials internes a causa que era l'hereu universal de l'estil Bajiquan (Pachichuan). L'estil Bajiquan també denominat l'estil dels Emperadors, era utilitzat únicament per entrenar la guàrdia Real de l'Emperador, i a l'Emperador mateix. No era permès ser ensenyat en l'entrenament de persones fora de la guàrdia real.
Aquest artista marcial va tenir sota la seva tutoria i entrenament l'estil que va influir en la guerra de la Xina i que va servir a tots dos bàndols abans, durant i després de la separació de la Xina continental i Taiwan.

## Importància en les arts marcials
Li Shuwen va tenir tres importants (rellevants) deixebles (entre altres) que van ser els següents: Li Chenwu (guardaespatlles de Mao Tze Dong president de la Xina), Huo Diang Ge (霍殿阁)(1886-1942)(Guardaespatlles de l'Últim Emperador PuYi) i Liu Yun Qiao 刘云樵 (1909-1992)Agent secret i Instructor de guardaespatlles del Kuomintang (Forces de Taiwan separades de la Xina).

## El seu temperament
Li Shu Wen era un Maestro molt violent en el seu temperament. La seva energia era molt elevada, fins al punt que després de rentar pedres en el riu les mastegava en trossos i les escopia per a sorpresa de molts. Menjava la carn i mastegava els ossos i els engolia. Practicava copejant arbres, perquè ningú era capaç de practicar amb el gràcies a la seva elevada energia i mal geni.
Tenia molts enemics, i als quals no matava els feria severament. Podia barallar mentre sostenia la llança amb la mà esquerra. Així era d'alta la seva capacitat. Es diu que inclusivament col·locava mel en una fulla de paper per atreure les mosques i en quedar elles pegades al paper ell les travessava una per una amb la seva llança sense danyar el paper, que habilitat!. Li, va matar a molts. En una oportunitat el General  Li Jinglin 李景林 (1884-1931) (referència obligada en l'art de l'espasa wudan) alumne del deïficat Monjo Wudan  Song Weiyi 宋唯一 (1855-1926), va convidar a Li Shu Wen a ensenyar en TianJin i a altres dos mestres als quals Li Shu Wen considerava inexperts reptant-los sempre. En un banquet el General Li havent dinat aprofito per mesurar les forces dels tres mestres. Li Shu Wen va prometre utilitzar solament la tècnica PaiZhang de BaJiQuan per copejar. Al primer d'ells amb un cop li va partir el coll i va treure l'ull de la seva conca i al segon que movia el seu cap li va treure el braç del seu sòcol. El General Li es va enutjar molt amb Li Shu Wen per haver matat a dos mestres convidats per ell. Per cert va ser aquest General  Li Jinglin 李景林, qui va batejar a Li Shu Wen com "El Déu de la Llança" o "Llança màgica".

## Mort de Li Shuwen
Uns anys després Li Shu Wen torna a la seva població decebut. Quan Liu Yun Qiao 刘云樵, va seguir a GongBaoTian 宮寶田 a Yian Tai per aprendre Packua (Bagua). El Mestre Li Shu Wen va tornar a la seva població Cang i en el camí en una fonda de Tang Fan va ser enverinat pels seus, es diu que van ser familiars de les seves víctimes que el van estar buscant. El Mestre Liu Yun Qiao 刘云樵 en assabentar-se de la mort de Li, va buscar infructuosament per diversos anys als assassins sense trobar-los. Li Shu Wen, era nerviós i tenia mania persecutoria, fins al punt que tots ho consideraven boig. El pensava que ho volien matar en tots costats, i tenia com es va dir molts enemics. De vegades canviava de rumb sense explicació i sorprenia a tots els alumnes que amb ell caminaven. De vegades en arribar a la seva casa obstaculitzava sorpressivament les finestres en senyal de precaució i tot això no li va servir per evitar la seva mort.

## En la cultura popular
En el videojoc Fate/extra per a PSP, Li, és invocat com un servant de classe "Assassin" per Julius Harway.